# Sydhavsboblen
Sydhavsboblen (engelsk: The South Sea Bubble) er navnet på en spekulationsbølge, som i 1720 greb et stort antal engelske aktiekøbere og efter en kort periode endte i et omfattende sammenbrud.
Midtpunkt i spekulationsboblen var firmaet South Sea Company, et britisk selskab, som blev udsat for en voldsom spektulation i selskabets aktier i 1720. Prisen kollapsede samme år efter at have nået et højdepunkt i august. Blandt de mange briter, som tabte store beløb ved selskabets kollaps, var videnskabsmanden Isaac Newton.
Baggrunden var en længere forudgående velstandsperiode. Det blev siden sagt om briterne, at de ikke anede, hvad de skulle stille op med deres opsparede penge, og at "det naturlige resultat af denne tingenes tilstand var, at en mængde projektmagere, opfindsomme såvel som tåbelige, ærlige såvel som bedrageriske, gav sig i kast med at finde nye måder at anvende den overflødige kapital på".
Det blev siden hævdet om spekulationsbølgen under dennes højdepunkt, at "statsmænd glemte deres politik, sagførere deres retssale, grosserere deres kunder, læger deres patienter, handlende deres butik, ærlige debitorer deres kreditorer, præster deres prædikestol og selv kvinderne deres stolthed og forfængelighed!"

## Første fase
Selskabet blev oprettet i 1711 af Robert Harley, og fik eneret af den britiske regering til at drive handel i det spanske Sydamerika. Dette forudsatte, at den spanske arvefølgekrig var endt, hvilket ikke skete før i 1713. Da krigen endelig sluttede, var handelsrettighederne, som var blevet givet, ikke så omfattende, som Harley havde håbet. Til gengæld for eneretten købte selskabet statsobligationer for omkring ti millioner pund. Disse blev så købt af spekulanter, som aktier i selskabet mod forventet 6% afkastning.
Den første handelsrejse til Sydamerika fandt ikke sted før end i 1717, og medførte kun en beskeden fortjeneste. Året efter blev forholdet mellem Storbritannien og Spanien forværret, og udsigterne for selskabet på kort sigt var dermed meget dårlige. Alligevel fortsatte selskabet med at argumentere for, at det på lang sigt ville være meget lønsomt at investere, og påtog sig yderligere to millioner af statens gæld.

## Opkøb af statsgælden
I 1719 foreslog selskabet at opkøbe resten af Storbritanniens nationale gæld, som udgjorde 30.981.712 pund. Dette skulle ske gennem et bytte af aktier med 5% afkastning indtil 1727. Bank of England foreslog en lignende aftale, og i april 1720 blev aftalen indgået i en lidt modificeret form. John Aislabie, som var Chancellor of the Exchequer, var en stærk tilhænger af planen.
I 1719 var nationalgælden på 50 millioner pund, fordelt således:
- 18,3 millioner kontrolleret af tre store korporationer
- 3,4 millioner kontrolleret af Bank of England
- 3,2 millioner kontrolleret af British East India Company
- 11,7 millioner kontrolleret af South Sea Company

16,5 millioner kontrolleret af private
- 15 millioner bestod af ikke inddrivbare lån på åremål

Selskabet overtog 85% af den inddrivbare gæld og 80% af den ikke inddrivbare. Gælden, som var rentebærende, var på omkring 35,2 millioner.
Ejerne begyndte så at drive reklame gennem det, som siden blev beskrevet som "de mest ekstravagante rygter" om deres handelspotentiale, hvilket udløste en voldsom spekulation. Aktiekursen steg fra 128 pund i januar 1720 til 175 pund i februar, 330 pund i marts og 550 pund i slutningen af maj efter, at aftalen var endelig godkendt. En faktor, som kan have bidraget til at presse kursen opad, var, at det var kendt, at selskabet havde adgang til kredit på op til 70 millioner pund, som var stillet til rådighed af parlamentet og kongen.

## Bubble Act
En række andre lignende selskaber begyndte at sælge aktier, i de fleste tilfælde med falske påstande om handelsplaner eller bizarre idéer så som at "gøre saltvand drikkeligt, bygge hospitaler til uægte børn, bygge skibe mod pirater, importere et antal store hanæsler fra Spanien" eller endda "konstruere et evighedshjul". Rekorden blev dog sat med "et foretagende, hvis karakter til sin tid vil blive afsløret". Disse fik kaldenavnet «bobler» (eng. bubbles).
I juni 1720 vedtog parlamentet Bubble Act, en lov som krævede, at alle sådanne selskaber havde et kongelig charter. South Sea Company fik umiddelbart tilsagn til sit charter, hvilket forøgede tiltroen, og tidligt i juni nåede kursen op i 880 pund. Dette fik en del af aktieindehaverne til at begynde at sælge, og for at forhindre at dette førte til et kursfald, gav direktørerne firmaets agenter ordre om at opkøbe aktier, som blev udbudt til salg. Dette gjorde det muligt at holde prisen på 750 pund.

## Toppen nås
Tidligt i august nåede kursen 1000 pund. Salget af aktier blev da så stort, at man ikke kunne bremse det og holde aktiekursen under kontrol, og kursen begyndte at falde. Dette betød, at flere af de, som havde købt aktier på kredit for at sælge dem kort efter (såkaldte blankosalg), gik konkurs. Kursen sank langsomt gennem august ned til 700 pund. Direktørerne forsøgte at tale den op, men lykkedes ikke, og den fortsatte at falde i september. Aktieejerne havde nu mistet tiltroen, og et salgsbølge satte ind.
I august indtraf noget, som yderligere forværrede problemerne. De første fakturaer på handelsvarer forfaldt, hvilket forårsagede et behov for kontanter. Derfor blev det forsøgt at sælge flere aktier. Samtidigt var man blevet opmærksom på boblefænomenet i Amsterdam og Paris, og flere blev skræmte. På samme tid faldt John Laws Mississippi Scheme sammen i Paris, og South Seas aktier begyndte et sammenbrud.
Inden slutningen af september var kursen faldet helt ned til 150 pund. Både banker og guldsmede havde problemer med at få de penge, som selskabet skyldte, og flere tusind investorer, mange af dem aristokrater, blev ruinerede. Sir Isaac Newton, som tabte 20.000 pund, sagde efterfølgende: "jeg kan kalkulere stjernenes bevægelser, men ikke menneskers galskab". Folk var rasende, og parlamentet blev indkaldt i december for at starte en efterforskning. Robert Walpole, som havde været mod aftalen med selskabet fra starten, måtte indføre en række tiltag for at genoprette folks tillid til børssystemet.

## Omstrukturering
Efter kollapsen blev selskabet omstruktureret med en ny ledelse og fortsatte med at drive virksomhed under samme navn indtil 1850'erne.